# Gülben Ergen

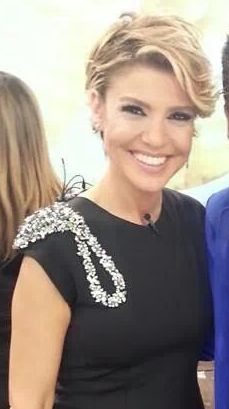
Gülben Ergen (2014)

Gülben Ergen (* 25. August 1972 in Erenköy, Istanbul, Künstlername auch Gülben) ist eine türkische Pop-Sängerin und Schauspielerin.

## Leben und Karriere
Mit 16 Jahren gewann Gülben den zweiten Preis in einem Schauspielwettbewerb einer großen Zeitung. Nach Beendigung der Schule arbeitete sie kurze Zeit als Model, wechselte jedoch alsbald ins Schlager- und Schauspielfach. In türkischen TV-Produktionen konnte man sie seither in sechs Fernsehserien regelmäßig sehen. 2001 brachte sie ihr eigenes Magazin Gülbence heraus.
Sie war mit Mustafa Erdoğan (dem Bruder Yılmaz Erdoğans) verheiratet und hat drei Kinder.
In ihrer bisherigen Musiklaufbahn machte sie mit zahlreichen Hits wie Kandıramazsın Beni, Küt Küt, Yalnızlık, Avrupa, Bay Doğru, Giden Günlerim Oldu, Şıkır Şıkır, Aşkla Aynı Değil oder Seni Kırmışlar auf sich aufmerksam. Im Jahr 2009 gewann sie einen Altın Kelebek Award in der Kategorie Bestes Musikvideo (für Yalnızlık).

## Diskografie

### Alben
- 1997: Merhaba
- 1999: Kör Aşık
- 2002: Sade ve Sadece
- 2004: Uçacaksın / 9+1 Fıkır Fıkır
- 2006: Gülben Ergen
- 2008: Aşk Hiç Bitmez
- 2009: Uzun Yol Şarkıları
- 2011: Hayat Bi' Gün
- 2015: Kalbimi Koydum
- 2020: Seni Kırmışlar

### Live-Alben
- 2004: Live in İstanbul

### Singles
| - 1997: Sana Sana - 1997: Sensiz Mutlu Olamam - 1997: Yaramaz - 1997: Boşvere Boşvere - 1998: Aşkta Kural Tanımam - 1999: Kim Ne Derse Desin - 2000: Kör Aşık - 2000: Senin İçin - 2000: Kanıma Dokunuyor - 2001: Kurşuni - 2002: Abayı Yaktım - 2002: Sade ve Sadece - 2002: Sandık Lekesi - 2003: Arka Sokaklar - 2003: Teşekkür Ederim - 2004: Uçacaksın - 2004: Kandıramazsın Beni - 2004: Küt Küt - 2004: Ayrılmam - 2005: Git - 2005: Fıkır Fıkır - 2006: Yalnızlık (Hintergrundstimme: Fettah Can) - 2006: Lay La Lay Lalay - 2007: Yani - 2007: Aşksın Sen - 2008: Sürpriz - 2008: Avrupa / Milli Takım - 2008: Bay Doğru (Original: Giannis Vardis – Spirto Kai Fotia) - 2008: Ya Ölümsün Ya Düğün - 2009: Çilekli - 2009: Giden Günlerim Oldu (mit Oğuzhan Koç) - 2010: Üzgünüm (Hintergrundstimme: Deniz Seki) | - 2010: Bir Şans Daha - 2011: Şıkır Şıkır (mit Mustafa Sandal) - 2011: Yarı Çıplak - 2011: Tesadüf - 2012: Vıdı Vıdı - 2012: Yok Acelem (Hintergrundstimme: Fettah Can) - 2012: Dünyaları Versem - 2012: Durdurun Dünyayı - 2012: Mutluluk Köyü (mit Emre Yücelen) - 2013: Sen - 2015: Aşkla Aynı Değil (mit Oğuzhan Koç) - 2015: Kalbimi Koydum (mit Bora Duran) - 2015: Yıkıl Karşımdan (Hintergrundstimme: Mustafa Sandal) - 2016: Kusura Bakma - 2016: Özledim (mit İzel & Ercan Saatçi) - 2016: Bana Seni Gerek Seni (mit Ahmet Özhan) - 2016: Yaklaş Yaklaş - 2016: Panda - 2017: Esasen (Hintergrundstimme: Soner Sarıkabadayı) - 2017: Yansın Bakalım - 2018: İnfilak - 2019: Müsaadenle - 2020: Bu Benim Hayatım - 2020: 23 Nisan Kutlu Olsun - 2021: Seni Kırmışlar - 2021: Ben Buralardan Gidicem - 2021: Ciğerparem - 2023: En Güzel Misafir - 2023: Sen Gidince - 2024: Götür Beni Gittiğin Yere - 2024: Nanik - 2024: Defoluyorum Kalbinden |

Quelle:

### Gastauftritte in Musikvideos
- 1994: Haydi Söyle (von İbrahim Tatlıses)
- 1996: Fırat (von İbrahim Tatlıses)
- 2015: Hayat İki Bilet (von Deniz Seki)
- 2023: Fenayım (von Can Uyan)

## Filmografie
- 2021: Menajerimi Ara

## Auszeichnungen
- 2005: Kral Türkiye Müzik Award in der Kategorie Beste Fantezi-Musikerin
- 2009: Altın Kelebek Award in der Kategorie Bestes Musikvideo (für Yalnızlık)
- 2009: Altın Kelebek Award in der Kategorie Beste Fantezi-Musikerin